# Pablo Galdames (cầu thủ bóng đá, sinh 1996)
Pablo Ignacio Galdames Millán (phát âm tiếng Tây Ban Nha: [ˈpaβlo ɣalˈdames miˈʝan]; sinh ngày 30 tháng 12 năm 1996) là một cầu thủ bóng đá chuyên nghiệp người Chile hiện đang thi đấu ở vị trí tiền vệ cho câu lạc bộ Cremonese tại Serie B, cho mượn từ Genoa, và Đội tuyển bóng đá quốc gia Chile.

## Sự nghiệp thi đấu

### Genoa
Vào ngày 31 tháng 8 năm 2021, ngày cuối cùng của kỳ chuyển nhượng hè năm 2021, Galdames gia nhập câu lạc bộ Genoa tại Serie A theo một thỏa thuận có thời hạn đến năm 2024.

### Cho mượn tại Cremonese
Ngày 31 tháng 1 năm 2023, Galdames chuyển tới Cremonese theo dạng cho mượn.

## Đời tư
Anh là con trai của cựu cầu thủ bóng đá Chile có cùng tên Pablo Galdames, anh trai của Thomas và Benjamín, và là anh em cùng cha khác mẹ của Mathías. Anh và các anh trai của mình có quan hệ họ hàng với cầu thủ bóng đá Tây Ban Nha Nerea Sánchez Millán về bên ngoại.

## Danh hiệu
Chile
- Cúp Trung Quốc: 2017